# T-26
T-26 je bil lahki tank Sovjetske zveze za spremstvo pehote. Pred drugo svetovno vojno je bil proizveden v večjem številu, kot katerikoli drugi tank tistega časa - 12.000. Med vojno so ga Sovjeti še vedno uporabljali in čeprav so načrtovali njegovo zamenjavo, so jih leta 1941 imeli še vedno v oborožitvi več kot vseh ostalih. 

## Zgodovina tanka
T-26 je bil namenjen zamenjavi zastarelega tanka T-18. Njegovi začetki segajo v leto 1929, ko so sovjetski vojaški uradniki potovali po zahodni Evropi in izbirali nov model za serijsko proizvodnjo. Sprva je OKMO (Sovjetski oddelek za eksperimentalne modele) hotel narediti dve nelegalni kopiji tanka Vickers 6-Ton imenovani tank T-19 in T-20, ker pa nista izpolnila potreb Sovjetske zveze, so se odločili za licenčno proizvodnjo Vickersovega modela. Tank preimenovan v T-26 so začeli izdelovati leta 1931. 
Sprva se je tank T-26 od tanka Vickers 6-Ton razlikoval le po orožju, ter njenem nastavku, vendar so se kasneje izkazale še druge pomanjkljivosti, ki je bila posledica mrzlega podnebja, ki je prevladovalo v Sovjetski zvezi. Zaradi mraza so marca 1932 okoli motorja namestili pokrov. Tako kot tank Vickers 6-Ton je bil tudi tank T-26 narejen s kupolo z eno ali dvema puškomitraljezoma. Med letoma 1931 in 1933 je bilo narejenih 1,627 tankov T-26 A z dvojno kupolo, ter 450 oboroženih s topom 37 mm PS-1. Kasneje so izdelovali tank T-26 B z le enim puškomitraljezom in enim topom. Top 37 mm so zamenjali s topom 45 mm. Tank T-26 Model 1933 je nosil 122 krogel 45 mm, ki so dosegli hitrost 820 m/s. Tank je poganjal motor GAZ z 91 konjskimi močmi. 
|                           | 1931 | 1932 | 1933 | 1934 | 1935  | 1936  | 1937 | 1938 | 1939  | 1940  | 1941 | Total |
| ------------------------- | ---- | ---- | ---- | ---- | ----- | ----- | ---- | ---- | ----- | ----- | ---- | ----- |
| T-26 z dvojno kupolo      | 100  | 950  | 576  | 1    | -     | -     | -    | -    | -     | -     | -    | 1,627 |
| T-26 z enojno kupolo      | -    | -    | 712  | 968  | 1,288 | 1,273 | 550  | 716  | 1,293 | 1,336 | -    | 8,136 |
| T-26 za kemično bojevanje | -    | -    | 115  | 430  | 7     | 10    | -    | 290  | 103   | 265   | 116  | 1,336 |
| T-26 inženirska verzija   | -    | -    | 1    | 44   | 20    | -     | -    | -    | -     | -     | -    | 65    |

## Bojna uporaba
15. oktobra 1936 je bila poslana prva pošiljka tankov v Španijo, kjer je potekala španska državljanska vojna. To je bila ena od mnogih pošiljk, ki so potovale v pristanišče v Kartagino med operacijo X. 50 tankov T-26B je prispelo z ladjo SS Komsomol po poveljstvom generala Krivosheina. Le teden kasneje so Nemci dostavili svojo pošiljko tankov Panzer I. To je bila odlična priložnost, da se sposobnost tankov pokaže tudi v vojnih razmerah. Do konca španske državljanske vojne so Sovjeti dostavili 281 tankov T-26B. Krivoshein je imel le 10 dni, da obrani Madrid pred nacionalisti. Stalin je bil največji dobavitelj tankov pred Italijani (CV-33, CV-35) in Nemci (Panzer I). Francisco Franco je do konca vojne zajel 178 tankov T-26B. 30 je bilo tako poškodovanih, da se jih ni dalo več uporabljati. Iz drugih vej nacionalistične vojske je bilo zajetih še 50 tankov. T-26 je bil tank, ki se je najbolj uporabljal v obeh straneh.
Tank T-26 je sodeloval v drugi svetovni vojni in sicer v zimski vojni. V tej finsko sovjetski bitki je Sovjetska zveza uporabila 2.514 tankov. Do konca vojne so jih uvedli v uporabo 6.541. T-26 je bil najpogostejši tank v zimski vojni. Finska je bila v veliko bolj slabšem položaju, saj jim je primanjkovalo modernih tankov, ter protitankovskih topov 37 mm. Zato je bila obramba pred tanki T-26 zelo slaba. Vendar je imela tudi sovjetskia zveza težave, saj ji ni ugajal teren. Velike probleme pa so imeli tudi s poveljstvom in kontrolo. To je precej pripomoglo k finski ubranitvi suverenosti.

## Verzije
- T-26 model 1931 (T-26A) — T-26 z dvojno kupolo in oborožitvijo več puškomitraljezov.
- T-26 model 1932 — T-26 z dvojno kupolo, v prvi top 37 mm, v drugi pa puškomitraljez.
- T-26TU — Poveljniška verzija z radiom.
- T-26 model 1933 (T-26B) — Tank z eno kupolo in s topom 45 mm. Najbolj številčna verzija.
- T-26 model 1938 (T-26C) — Nova pol stožičasta kupola z ukrivljenim oklepom.
- T-26 model 1939 (T-26S) — Pol stožičasta kupola, povečan oklep z ukrivljenim oklepom na straneh.
- T-26A — namenjen podpori pehote, oborožen s topom 76.2 mm Model 27/32. Zaradi preobremenitve šasije izvedba ni uspela, narejenih le nekaj.
- OT-26 — Plamenometalec.
- OT-130 — Verzija plamenometalca model 1933, uporablja večjo kupolo.
- OT-133 — Verzija plamenometalca model 1939.
- OT-134 — Verzija plamenometalca model 1939, s topom 45 mm.
- TT-26 — Teletank
- SU-5-1 — Tank s topom 76.2 mm (narejenih le nekaj).
- SU-5-2 — Tank s topom 122 mm (narejenih le nekaj).
- SU-5-3 — Tank s topom 152.4 mm (narejenih le nekaj).
- T-26-T — Artilerijski vlačilec narejen po obliki T-26.
- TN-26 — Eksperimentalna verzija izvidniškega tanka z 5 člansko posadko in radiom.
- T-26E — Ti tanki so bili zajeti Sovjetski tanki T-26 od Finske. Uporabljali so se v bojih od 1941 do 1944, v uporabi pa so se ohranili do leta 1959.
- TR-4 - Oklepni transporter (transport ljudi).
- TR-26 - Oklepni transporter (transport ljudi).
- TR4-1 - Oklepni transporter (transport nabojev).
- TB-26 - Oklepni transporter (transport nabojev).
- T-26Ts - Oklepni transporter (transport goriva).
- TTs-26 - Oklepni transporter (transport goriva).
- ST-26 - Inženirski tank.

## Uporabniki
- Afganistan: 2 T-26 (prvi model)
- Republika Kitajska: 88 T-26B (model 1933)
- Finska: 126 T-26
- Tretji rajh: kot Panzerkampfwagen T-26 737
- Sovjetska zveza
- Španija: 116 T-26B
- Turčija: 60 T-26